# Smajl Suljević
Smajl Suljević (Borlänge, 15 luglio 1994) è un calciatore svedese, centrocampista del Falu BS.

## Carriera
Ha giocato nella massima serie svedese con le maglie di GIF Sundsvall, Östersund e Dalkurd.